# Sillenstede

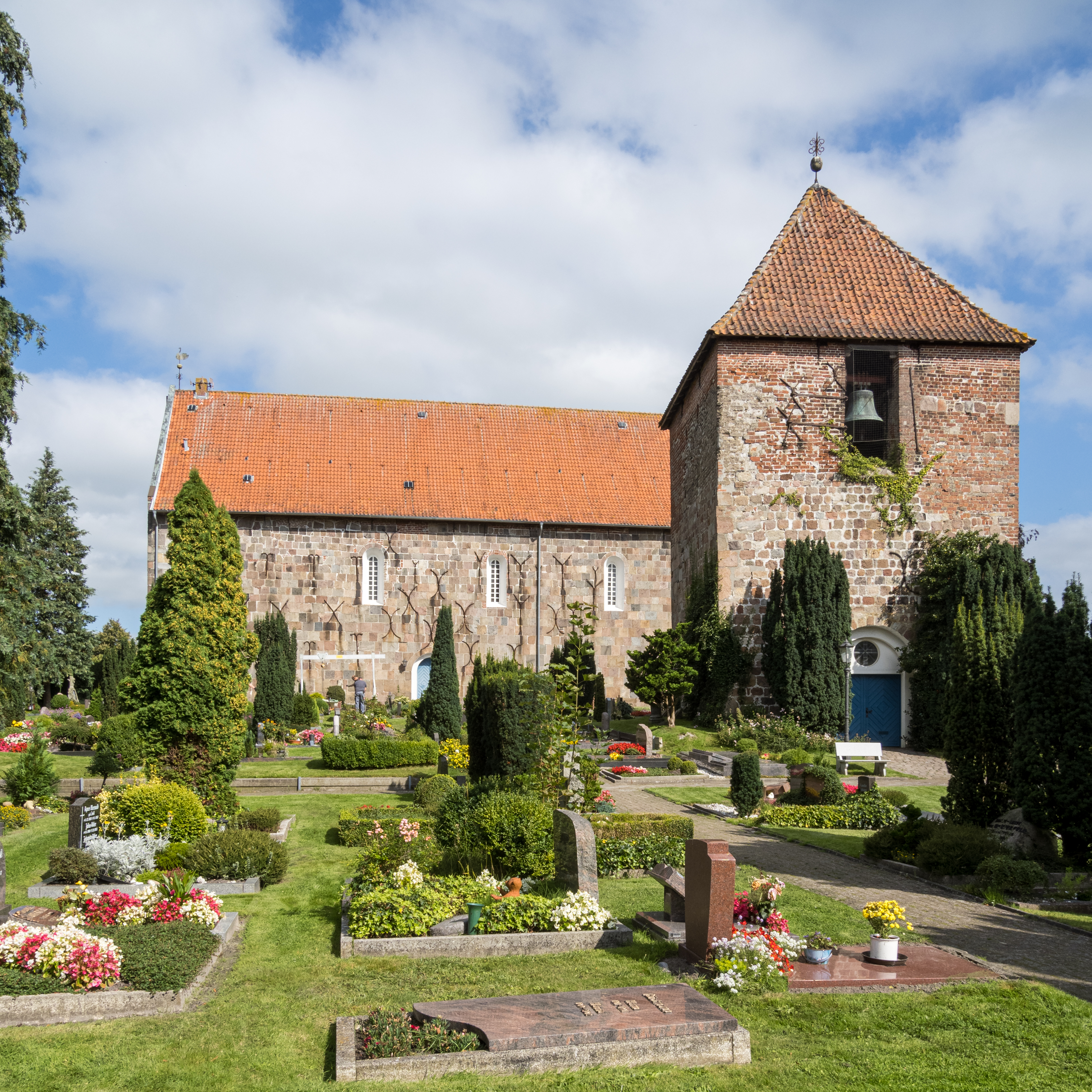
Ev.-Luth. Florian-Kirche in Sillenstede

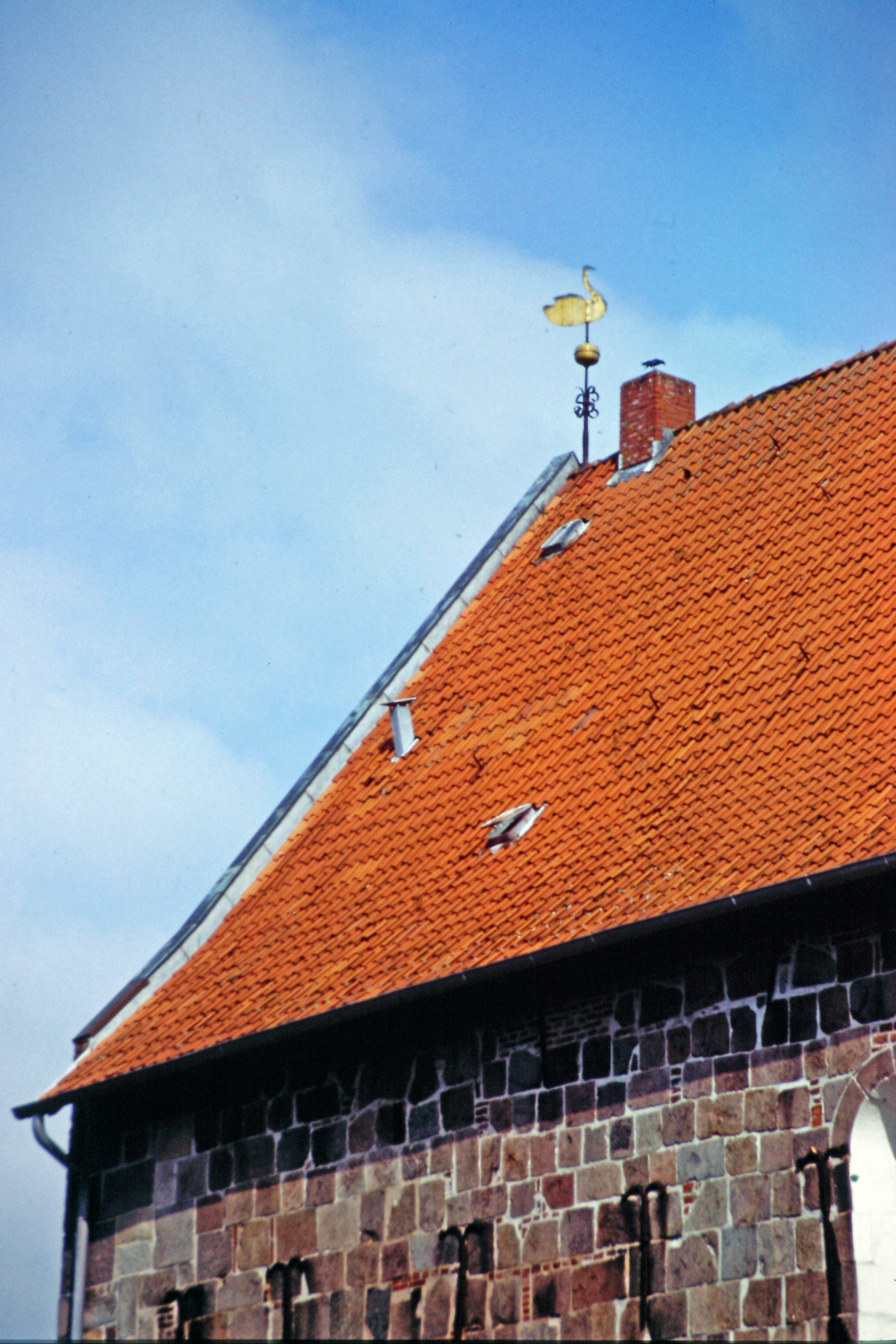
Schwan als Wetterfahne

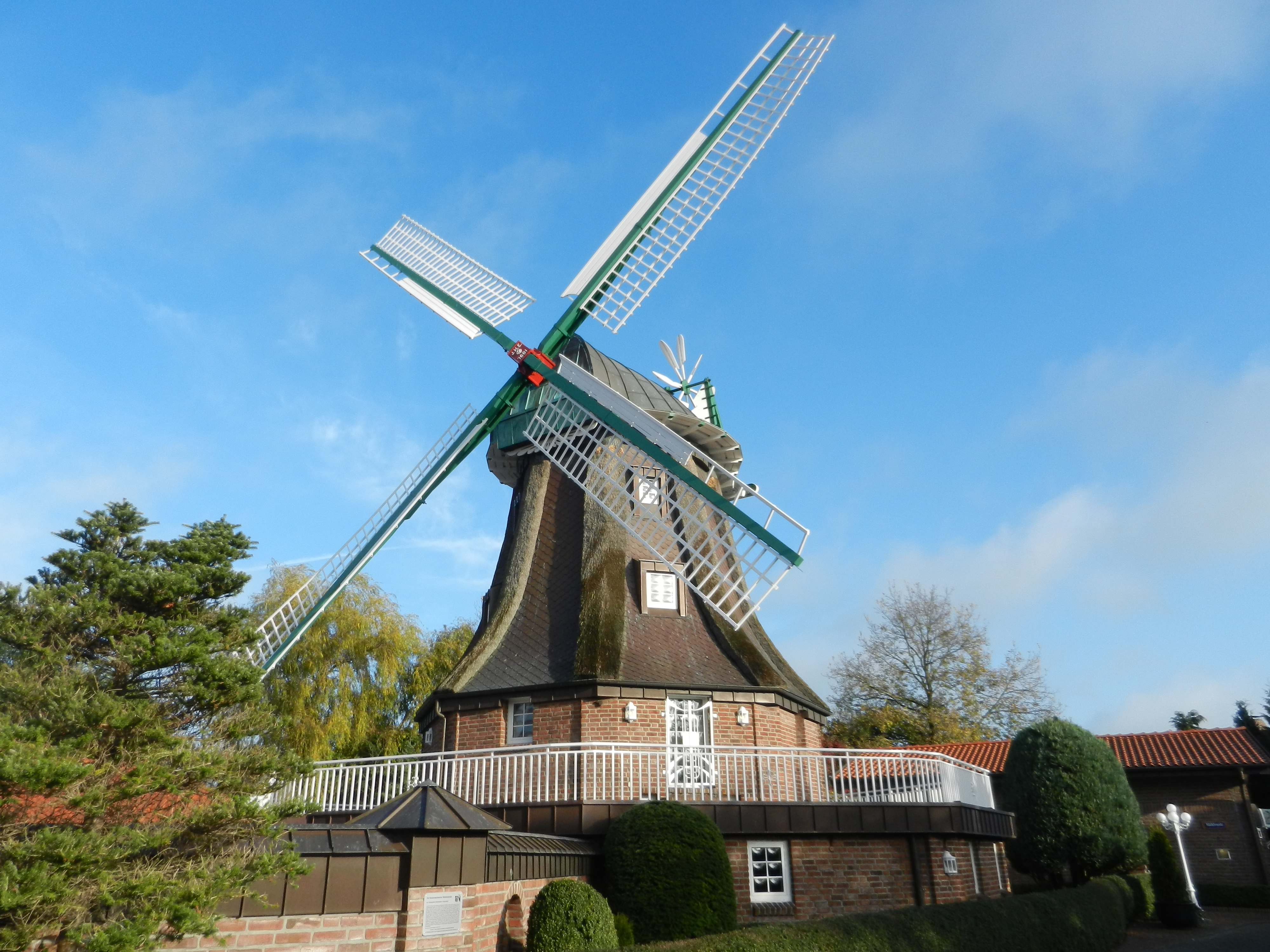
Mühle in Sillenstede

Sillenstede ist ein Stadtteil der Stadt Schortens im Landkreis Friesland in Niedersachsen. In Sillenstede wohnen rund 2100 Einwohner. Die einst eigenständige Gemeinde wurde im Zuge der Gebietsreform in Niedersachsen 1972 der Gemeinde Schortens zugeschlagen. Seit Januar 2005 ist Schortens eine Stadt.

## Geschichte
Sillenstede wurde 1138 erstmals als  Celensteda in einem Dokument des Vatikanischen Archivs erwähnt. Über die Abwandlungen Zelansteda (1350), Szelinstede (1354) und Tzillenstede (1438) entwickelte sich der Name zu Sillenstede. Die heutige Kirche wurde 1233 fertiggestellt. Von Sillenstede aus nahm eine Fehde zwischen Östringern und Wangerern ihren Anfang, deren Ende der Anlass für den Bau der Kirche in Schortens war.
Zum Kirchspiel Sillenstede gehörten einige kleinere Bauerschaften, darunter der heutige Stadtteil Grafschaft sowie Glarum und Moorhausen. Während des Zweiten Weltkriegs war Sillenstede Standort der schweren Flakbatterie Sillenstede. Nach dem Zweiten Weltkrieg wurden der neu gegründeten Gemeinde Sillenstede auch Accum und Grafschaft zugeschlagen. Im Zuge der Gebietsreform wurde Sillenstede am 1. Juli 1972 ein Teil der Gemeinde Schortens.
Das dreiteilige Wappen von Sillenstede zeigt im oberen Feld drei gesprenkelte Kiebitzeier, die darauf hindeuten sollen, dass Sillenstede überwiegend in der Marsch liegt. In der Mitte werden zwei Putaale dargestellt und darunter ein Grütztopf.

## Sehenswürdigkeiten

### Kirche
Die heutige evangelisch-lutherische St.-Florian-Kirche wurde im Jahre 1233 fertiggestellt. Sie ist mit 48 m Länge die größte und bedeutendste Granitquaderkirche Frieslands. Die Kirche wurde St. Florian, dem Schutzpatron in Feuers- und Wassernot, geweiht. Wie in zahlreichen lutherischen Gemeinden Nordwestdeutschlands findet sich auf dem Kirchendach anstelle eines Wetterhahnes ein Schwan, der im christlichen Kontext als Symbol für den Reformator Martin Luther gedeutet wird. In der seit der Reformation protestantischen Kirche befindet sich ein Taufstein aus dem Jahre 1250, einer der ältesten und wertvollsten Taufsteine im Oldenburger Land. Der Passionsaltar von 1515/1520 ist aus Eichenholz geschnitzt und zeigt die Leidensgeschichte Jesu Christi in 13 Bildern. Ein weiteres Prunkstück ist die Johann-Adam-Berner-Orgel aus dem Jahre 1757. Trotz deutlicher Erweiterung hat sie ihren ursprünglichen Klang erhalten. 11 der heute 21 Register sind ursprünglich. Die Berner-Orgel steht im Mittelpunkt einer Orgelkonzertreihe, die jährlich vom Anfang Juni bis Mitte September an jedem Samstag ein Orgelkonzert anbietet.

### Mühle
Eine weitere Sehenswürdigkeit ist die 1862 erbaute Holländerwindmühle, die sich in einem Wohngebiet zwischen der Mühlenstraße und der Georg-Janßen-Straße befindet. Der Mühlenbetrieb wurde 1964 aus wirtschaftlichen Gründen eingestellt. Danach diente sie zunächst als Standort für einen Landhandel, bevor sie dann 1978 in Privatbesitz kam und zu Wohnzwecken umgebaut wurde, ohne dass das äußere Erscheinungsbild darunter leiden musste.

## Verkehr
Sillenstede entstand am Schnittpunkt von fünf Wegen, den heutigen Landes- bzw. Kreisstraßen nach Jever, Waddewarden, Sengwarden, Fedderwarden und nach Grafschaft. Zudem durchquert die von Güterzügen befahrene Bahnstrecke Schortens Weißer Floh–Wilhelmshaven Ölweiche den östlichen Teil der Gemarkung Sillenstede.

## Persönlichkeiten
- Pastor Carl Woebcken, Heimatforscher und Genealoge
- Arthur Eden, Maler
- Gerd Hergen Lübben, Schriftsteller
- Georg Janssen (Janssen-Sillenstede), Heimatforscher und Genealoge
- Johann Ludwig Hinrichs, Mitbegründer der deutschen Baptistengemeinden, war vor 1840 Hilfslehrer an der Sillensteder Volksschule.
- Georg Schipper, Heimatforscher und MdL
- Theodor Pekol, Firmengründer
- Gustav Pielstick, Motorenkonstrukteur
- Jonas Schlagowsky, Schauspieler